# Danzhallution
Danzhallution è il secondo album in studio del gruppo musicale italiano Working Vibes, pubblicato nel 2005.

## Tracce
1. Nella Danzhall – 3:55
2. Uguali – 5:05
3. L'informazione – 3:35
4. Alla luce de lu sule (feat. Jaka) – 4:19
5. Tra mie e tie – 4:30
6. Spiagge affollate – 3:55
7. Sonala per (feat. Reza) – 4:27
8. Semplicità – 4:44
9. Dico no! – 4:34
10. No money – 3:36
11. Porte chiuse – 4:23
12. Semplicità (Dub version) – 3:34
13. Spiagge affollate (Remix) – 4:03
14. Camenati – 3:43 – (Bonus track)
15. Lo gestiscono – 4:41 – (Bonus track)

Durata totale: 63:04

## Formazione
- Massimo Pasca - "Papa Massi" - voce
- Francesco Matteoni - "Cisco" - voce
- Giovanni Bracci - "JohnArms" - chitarre
- Federico Barbaro - "Reverbero" - tastiere
- Francesco Castelli - "Original Caste" - basso
- Giancarlo Di Vanni - "Jah Keys" - percussioni
- Tommaso Santucci - "Tommi B" - batteria